# کالج سن آنتونیو
کالج سن آنتونیو (به انگلیسی: San Antonio College) یکی از کالج‌های چهار ساله ایالت تگزاس در ایالات متحده آمریکا می‌باشد.
این کالج در سال ۱۹۲۵ تأسیس گشت و تا مقطع کارشناسی مدارج ارائه می‌دهد.
این کالج که در شهر سن آنتونیو قرار دارد در پاییز سال ۲۰۰۹ بیش از ۲۲۰۰۰ دانشجو ثبت نام بعمل آورد.
این کالج یکی از ۵ دانشگاه سامانه کالج‌های آلامو است.

## پیشینه
کالج سن آنتونیو در ۱۹۲۵ تأسیس گردید.
این موسسه کهنترین موسسه آموزش عالی از نوع کالج در تگزاس است.

## مشاهیر
از دانش آموختگان این موسسه می‌توان دیک اسکوبی (فرماندهٔ فضاپیمای چلنجر) را نام برد.

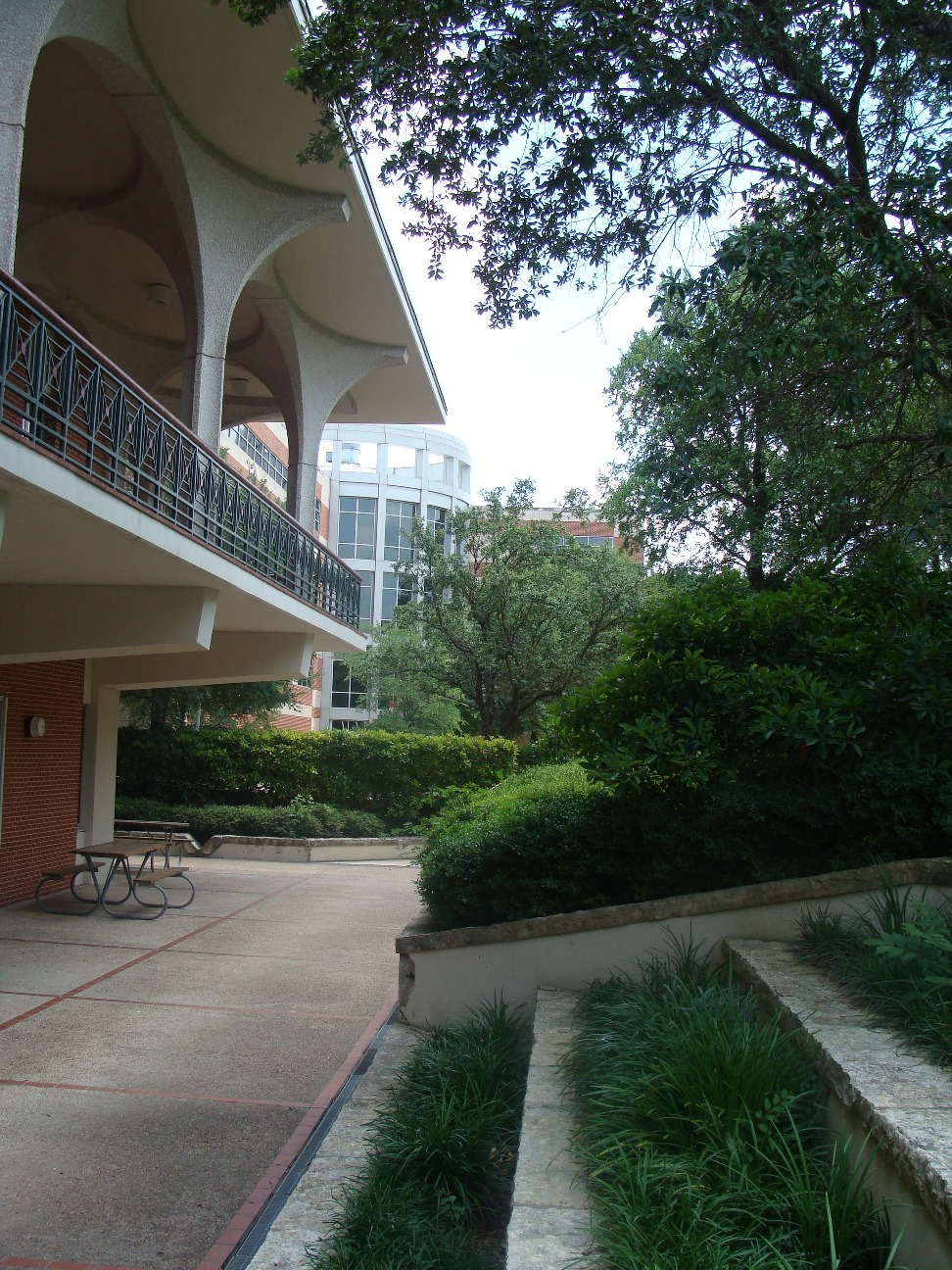
نمایی از محوطه جلوی کتابخانه مرکزی دانشگاه